# Henry Bellmon
Henry Louis Bellmon (Tonkawa, Oklahoma, Estados Unidos, 3 de septiembre de 1921-Enid, Oklahoma, Estados Unidos, 29 de septiembre de 2009) fue un político estadounidense militante del Partido Republicano en el estado de Oklahoma. Como miembro de la Legislatura de Oklahoma, fue el 18.º y 23.º gobernador de Oklahoma, primero en los años 60 y de nuevo en los 80, así como senador de los Estados Unidos por dos trimestres en los años 70. Bellmon fue el primer republicano que ejerció como gobernador de Oklahoma y, tras el mandato de su predecesor George Nigh, el segundo reelegido como tal.
Bellmon, veterano de la Segunda Guerra Mundial, ejerció durante un solo trimestre en la Cámara de Representantes de Oklahoma, y luego se presentaría como candidato para gobernador. Tras militar en el senado de Estados Unidos, volvió a ejercer de gobernador y promovió una gran serie de reformas educativas. Falleció en 2009 después de una larga lucha contra el Parkinson.

## Primeros años
Bellmon nació en Tonkawa, Oklahoma el 12 de enero de 1821 y estudió en el Billings High School, en Billings, Oklahoma. Se graduó en la Oklahoma A&M (ahora llamada Universidad de Oklahoma) en 1942, con una licenciatura en agricultura. Ocupó el rango de teniente en el Cuerpo de Marines de los Estados Unidos de 1942 hasta 1946. Fue líder de pelotón de tanque en la Guerra del Pacífico durante la Segunda Guerra Mundial. Participó en cuatro guerras anfibias en las islas del Pacífico, incluyendo la Batalla de Iwo Jima. Por sus servicios militares, Bellmon fue galardonado con la Legión al Mérito y con una Estrella de Plata.Tras la guerra, volvió a la agricultura y se introdujo en el mundo de la política. 
Bellmon ejerció únicamente durante un trimestre en la Cámara de Representantes de Oklahoma, de 1947 a 1948. En enero de 1947, se casó con Shirley Osborn, con quien permaneció casado hasta la muerte de Osborn en el 2000. En 1960, ejerció como presidente del Partido Republicano en Oklahoma.

## Carrera política

### Gobernador de Oklahoma
En 1962, tras haber superado al periodista y constructor Bill Atkinson con 392.316 votos (55,3%), Bellmon se convirtió en el primer gobernador republicano desde la formación del estado en 1907. Durante su mandato, ejerció como presidente de la Comisión Interestatal del Pacto Petrolero y como miembro del comité ejecutivo de la Asociación de Gobernadores Nacionales. No pudo presentarse de nuevo a las elecciones en 1966, puesto que el Estado de Oklahoma no permitía a los gobernadores sucederse a ellos mismos seguidamente. Como sucesor, fue elegido el republicano Dewey F. Bartlett. 
Durante su cargo, Bellmon indultó al asesino convicto Ernest Burkhart de su participación en los Asesinatos de osage. Burkhart fue interpretado por el actor Leonardo DiCaprio en la película dirigida por Martin Scorsese Los asesinos de la luna (2023).

### Senado de los Estados Unidos
En 1968, ejercía como presidente nacional para la campaña de la elección presidencial de Richard Nixon, pero después decidió presentarse en el Senado de los Estados Unidos y ganó, desbancando al senador A.S. Mike Monroney.
Sin embargo, la campaña de 1974 estuvo mucho más reñida y fue finalmente resuelta por el Senado. Durante la noche de la elección, Bellmon superaba al representante democrático Ed Edmondson por únicamente 3.835 votos. Edmondson cuestionó el resultado de la elección alegando irregularidades en los votos, específicamente en el Condado de Tulsa, donde las máquinas para votar no se encontraban bajo los requisitos de la ley. La Corte Suprema de Oklahoma admitió que habían problemas, pero Edmondson no pudo demostrar su relevancia en el resultado final. Edmondson recurrió más tarde al Senado en enero de 1975, pidiendo una revisión del caso. A pesar de que el Senado votó por escoger a Bellmon, esto no tuvo que ver con los problemas en la elección.
Bellmon no se presentó para un tercer mandato en 1980. Durante su servicio en el Senado, a veces tomó posturas moderadas y no conservadoras, como las eran en el Partido Republicano de Oklahoma. Algunos ejemplos son su preferencia por Gerald Ford para las elecciones presidenciales de 1976, y no por Ronald Reagan, candidato preferido de la delegación del estado; su oposición a una modificación constitucional que eliminaba la obligación de ir en autobús para los estudiantes de los colegios públicos, con el fin de reducir la disgregación racial o su apoyo al Tratado del Canal de Panamá. Tras finalizar su cargo, fue sucedido por el republicano Don Nickles.
En 1976, Bellmon fue incluido en el Salón de la Fama de Oklahoma . 
En 1982, Bellmon fue nombrado como director interino del Departamento de Servicios Humanos de Oklahoma, durante el mandato del gobernador demócrata George Nigh.

### Regreso al gobierno
Como a los mandatos de Bellmon y de su compañero de partido Bartlett les habían seguido cuatro gobiernos demócratas, los líderes del Partido Republicano acudieron a Bellmon en 1986 para que considerase presentarse de nuevo como gobernador de Oklahoma. El exgobernador aceptó, y se presentó como candidato republicano en las elecciones de ese mismo año, llegando a ganar con 431.762 votos (47,5%) a David Walters, quien obtuvo 405.295 votos (44,5%). Ejerció desde el 12 de enero de 1987 hasta el 14 de enero de 1991. Durante su retorno al cargo, Bellmon presidió la Comisión Energética de los Estados del Sur.
Durante su segundo mandato, Bellmon colaboró con demócratas para lograr aprobar una reforma educativa, denominada House Bill 1017, a pesar de la oposición de la mayoría de los republicanos. 
Pese a que desde 1966 un gobernador podía sucederse en el cargo a él mismo, Bellmon no buscó la reelección en 1990. El candidato republicano presentado para sustituirle, Bill Price, prometió derogar la reforma educativa presentada por Bellmon, pero fue derrotado en las elecciones por el demócrata David Walters, a quien Bellmon había derrotado años atrás.

### Supervisiones de penas capitales
Bellmon destaca por supervisar como gobernador varias condenas a muerte, como la de James French, electrocutado en 1966 con la silla eléctrica, o la de Charles Coleman, a quien se le suministró una inyección letal en 1990.

## Últimos años y muerte
Tras dejar la vida política, Bellmon volvió a sus intereses en los negocios agrarios. Enseñó, además, en la Universidad de Oklahoma City, en la Universidad del Estado de Oklahoma y en la Universidad de Oklahoma. 
Su mujer Shirley Bellmon murió en el año 2000, tras lo cual Bellmon se casó con una vieja amiga en 2002, Eloise Bollenbach. El 1 de marzo de 2009, el diario The Oklahoman reportó que vivía en Kingfisher, Oklahoma junto a Eloise, y que a pesar de haber sido diagnosticado de Parkinson, Bellmon continuaba operando en su granja familiar en Billings.
Bellmon murió el 29 de septiembre de 2009 en Enid, Oklahoma, a la edad de 88 años, después de una larga batalla contra la enfermedad de Parkinson. Está enterrado en el cementerio Union en Billings, Oklahoma.Fue incluido póstumamente en el Salón de la Fama de CareerTech de Oklahoma en 2011.